# بلند اولوسو
بولنت اولوسو (انگلیسی: Bülend Ulusu؛ زادهٔ ۲۴ آوریل ۱۹۲۳ – درگذشتهٔ ۲۳ دسامبر ۲۰۱۵) یک سیاست‌مدار اهل ترکیه بود. بولنت اولوسو در ۲۳ دسامبر ۲۰۱۵ در سن ۹۲ سالگی درگذشت .